# Björn Rosén (ämbetsman)
Björn Lennart Rosén, född 22 januari 1948 i Ekeberga församling i Kronobergs län, är en svensk ämbetsman.
Rosén avlade juris kandidat- och filosofie kandidat-examina 1974 och var tingsnotarie vid Stockholms tingsrätt 1974 samt assessor vid Göta hovrätt 1985. Han var rättssakkunnig vid Utbildningsdepartementet 1985–1992 och kansliråd vid Kulturdepartementet 1992–2000. Åren 2000–2009 var han generaldirektör och chef för Radio- och TV-verket.
Rosén var expert i Studiemedelskommittén 1986, Upphovsrättsutredningen 1986, Datalagsutredningen 1989, Organisationskommittén för åtgärder mot skadliga våldsskildringar 1990, Radiolagsutredningen 1991, Utredningen om myndighet för radio- och TV-sändningar till allmänheten 1991, Marknadsföringsutredningen 1992, Organisationskommittén för sammanläggning av Krigsarkivet med Riksarkivet 1995, IT-utredningen 1995, Kulturnät Sverige – IT-utredningen 1995 och utredningen om digitala TV-sändningar 1998. Han var därtill ombud vid europeiska ministerkonferensen om massmediepolitik i Nicosia 1991 och i Prag 1994 samt expert vid ministermötet om upphovsrätt i Oslo 1992 och delegat vid High-level Group of Presidents of Regulatory Authorities in the field of Broadcasting i Bryssel 2005.